# Kapustin (Beloréchensk)
Kapustin (del ruso: Капустин) es un jútor del raión de Beloréchensk del krai de Krasnodar, en Rusia. Se sitúa junto al límite con Adiguesia, en la orilla derecha de un afluente del río Psenafa, tributario por la izquierda del Labá, afluente del río Kubán, 16 km al norte de Beloréchensk y 73 km al este de Krasnodar, la capital del krai. Con una población de 28 habitantes, según censo de 2011.
Pertenece al municipio Shkólnenskoye.